# The Bangladesh Observer
The Bangladesh Observer, fondée par Hamidul Huq Choudhury en 1949,,  était le plus ancien quotidien de langue anglaise publié en continu au Bangladesh jusqu'à ce qu'il cesse de paraître en juin 2010.

## Histoire
Depuis sa création sous le nom de Pakistan Observer en 1949, le journal a toujours suivi une politique éditoriale indépendante reflétant à la fois la personnalité de son propriétaire Hamidul Huq Choudhury et de son éditeur de longue date Abdus Salam, et une position appropriée au regard de l'histoire tumultueuse de la région. Mohammad Shehabullah a été le premier rédacteur en chef du journal. Shehabullah a été remplacé par Abdus Salam, qui a été rédacteur en chef de The Pakistan Observer de 1949 à 1972.

## Embargo
En février 1952, le gouvernement provincial du Pakistan oriental a imposé un embargo sur la publication du journal en vertu de la loi répressive sur la sécurité publique. Cela s'est produit en réponse au ferme soutien du journal au mouvement linguistique du Pakistan oriental et aux demandes d'autonomie provinciale. Hamidul Huq Choudhury et Abdus Salam ont tous deux été arrêtés à cette époque par le gouvernement pakistanais pour étouffer la voix de la presse. Le gouvernement du Front uni a levé l'embargo en mai 1954 à la suite de la victoire électorale écrasante des coalitions. Au début des années 1960, le journal a été mis sur liste noire et privé de publicité gouvernementale par le gouvernement militaire du général Ayub Khan en raison de son soutien à une plus grande autonomie pour le Pakistan oriental. 

## Changement de nom et disparition
Immédiatement après la création du Bangladesh, The Pakistan Observer a été rebaptisé The Bangladesh Observer en décembre 1971. Sa gestion a été reprise par le gouvernement du Bangladesh en janvier 1972. Le gouvernement militaire du général Hussain Mohammed Ershad a restitué le journal à son propriétaire initial Hamidul Huq Choudhury en janvier 1984. Le 8 juin 2010, The Bangladesh Observer a annoncé qu'il avait cessé sa publication,,.